# Horse surfing
 (mai 2011).
Si vous disposez d'ouvrages ou d'articles de référence ou si vous connaissez des sites web de qualité traitant du thème abordé ici, merci de compléter l'article en donnant les références utiles à sa vérifiabilité et en les liant à la section « Notes et références ».
Le Horse surfing est un sport extrême combinant l'équitation et le surf.

## Principe
Le surfeur est tracté à l'aide d'une corde par un cheval lancé au galop sur la plage le long de la mer. L'effort que fournit le cheval pour tracter le surfeur et son cavalier est important. C'est pourquoi il faut mobiliser sa puissance sur de courte durée. Après un échauffement au trot et après un peu de galop, le cheval va pouvoir parcourir des distances de l'ordre de 100 à 200 mètres lancé en plein galop appelés runs. Le surfeur peut atteindre des pointes de vitesse allant jusqu'à 50 km/h. 

## Atouts
Les atouts de ce sport résident dans la pratique du surf même avec peu de vent. Très écologique et provoquant de nouvelles sensations, ce sport s'adresse à tous les surfeurs, les cavaliers ayant leurs propres chevaux, les clubs de surf et les clubs équestres souhaitant pratiquer une discipline nouvelle.

## Équipement
Le surfeur choisit une planche adaptée à son niveau de surf. Les planches de taille plutôt courte sont privilégiées. Le cheval porte une selle spéciale qui permet de tracter le surfeur de biais. On peut éventuellement lui mettre des protections (guêtres, protèges boulets) mais il ne faut pas que cela le gêne car il galope dans l'eau et la fluidité doit être parfaite pour alléger l'effort.

## Technique
Le départ se fait assis sur une bouée ou accroupi sur la planche. Cela permet d'alléger la pression qu'exerce la traction du surfeur sur le cheval.
Le cavalier doit parfaitement savoir monter à cheval pour doser l'effort que va fournir son cheval. Il en est de même pour le surfeur qui doit savoir tenir lorsqu'il est tracté puisque la profondeur de l'eau est très faible.